# Ogataea nakhonphanomensis
Ogataea nakhonphanomensis är en svampart som beskrevs av Limtong, Srisuk, Yongman., Yurim. & Nakase 2008. Ogataea nakhonphanomensis ingår i släktet Ogataea och familjen Pichiaceae.   Inga underarter finns listade i Catalogue of Life.